# Джасб (дегестан)
Джасб (перс. جاسب) — дегестан в Ірані, в Центральному бахші, в шагрестані Деліджан остану Марказі. За даними перепису 2006 року, його населення становило 1373 особи, які проживали у складі 552 сімей.

## Населені пункти
До складу дегестану входять такі населені пункти:
- Біджеґан
- Варан
- Вескунекан
- Вештеґан
- Гаразіджан
- Зар
- Керуґан